# Elecciones municipales de Finlandia de 2017
Las elecciones municipales se celebraron en Finlandia el 9 de abril de 2017, con la votación anticipada entre el 29 de marzo y el 4 de abril. Se eligieron los consejos de 295 municipios en Finlandia (excluyendo Åland) para el período entre el 1 de junio de 2017 y el 31 de mayo de 2021. El número de representantes dependió de la población presente en el municipio, con 13 escaños para municipios con menos de 5.000 habitantes, hasta 79 escaños en municipios con más de 500.000 personas. Varios municipios alteraron el tamaño de sus consejos (principalmente debido a fusiones municipales) antes de las elecciones, lo que resultó en una reducción de escaños disponibles de 9.674 a 8.999.
Tres partidos ingresados recientemente en el registro de partidos fueron parte de la elección: el Partido Feminista, el Partido Liberal y el Partido de Justicia Animal. Por otra parte, el Partido Pirata logró sus primeros representantes en los consejos municipales de Helsinki y Jyväskylä, el Partido Liberal en Espoo y Parikkala y el Partido Feminista en Helsinki. 

## Antecedentes
La nueva Ley Municipal entró en vigor el 1 de mayo de 2015 y el día de las elecciones municipales se pospuso de octubre de los años bisiestos a abril del año siguiente. A partir de esta elección, el día de las elecciones será el tercer domingo de abril, pero debido a la Pascua, la elección se adelantó una semana en 2017.
A principios de 2016, se discutió sobre el aplazamiento de las elecciones municipales hasta octubre de 2017, cuando se celebrarían junto con las primeras elecciones provinciales previstas. Sin embargo, debido a problemas constitucionales, el gobierno decidió no posponer las elecciones sino celebrarlas en abril de 2017, lo cual finalmente no ocurrió. 

## Encuestas de opinión
Los resultados de encuestas de opinión se enumeran en la tabla a continuación en orden cronológico inverso, mostrando el más reciente, primero. El porcentaje más alto en cada encuesta se muestra en negrita y el fondo sombreado en el color del partido en primer lugar. En el caso de que haya un empate, entonces ninguna figura está sombreada. La tabla utiliza la fecha en que se realizó el trabajo de campo de la encuesta, en lugar de la fecha de publicación. Sin embargo, si se desconoce esa fecha, se proporciona la fecha de publicación. La lista incluye solo las encuestas realizadas para la elección municipal. 
| Fecha              | Encuestadora            | Kok.              | SDP            | Kesk. | PS   | Vihr. | Vas. | SFP  | KD  | Otros | Dif. |     |     |     |     |
| ------------------ | ----------------------- | ----------------- | -------------- | ----- | ---- | ----- | ---- | ---- | --- | ----- | ---- | --- | --- | --- | --- |
| Fecha              | Encuestadora            | 29 Mar–4 Abr 2017 | Taloustutkimus | 18,8  | 18,4 | 18,6  | 9,7  | 12,9 | 9,4 | Otros | Dif. | 5,3 | 5,1 | 1,8 | 0,4 |
| 23–30 Mar 2017     | TNS Gallup              | 19,7              | 19,3           | 18,9  | 10,7 | 11,9  | 8,1  | 4,8  | 3,9 | 2,7   | 0,4  |     |     |     |     |
| 6–28 Mar 2017      | Taloustutkimus          | 19,1              | 18,8           | 18,4  | 10,3 | 13,3  | 8,3  | 5,1  | 3,6 | 3,1   | 0,3  |     |     |     |     |
| Mar 2017           | Accuscore               | 19,4              | 20,6           | 19,4  | 8,8  | 11,5  | 8,9  | 5,1  | 3,7 | 2,6   | 1,2  |     |     |     |     |
| 13 Feb–10 Mar 2017 | TNS Gallup              | 19,0              | 19,9           | 19,6  | 9,4  | 11,4  | 9,1  | 4,8  | 3,9 | 2,9   | 0,3  |     |     |     |     |
| 24 Feb–05 Mar 2017 | Tietoykkönen            | 17,8              | 20,0           | 18,6  | 10,2 | 12,1  | 9,0  | 4,6  | 4,4 | 3,3   | 1,4  |     |     |     |     |
| 20–27 Sep 2016     | Tietoykkönen            | 17,6              | 20,8           | 19,2  | 10,0 | 12,4  | 8,3  | 4,5  | 4,0 | 3,2   | 1,6  |     |     |     |     |
| 28 Oct 2012        | Elección municipal 2012 | 21,9              | 19,6           | 18,7  | 12,3 | 8,5   | 8,0  | 4,7  | 3,7 | 2,6   | 2,3  |     |     |     |     |

## Resultados

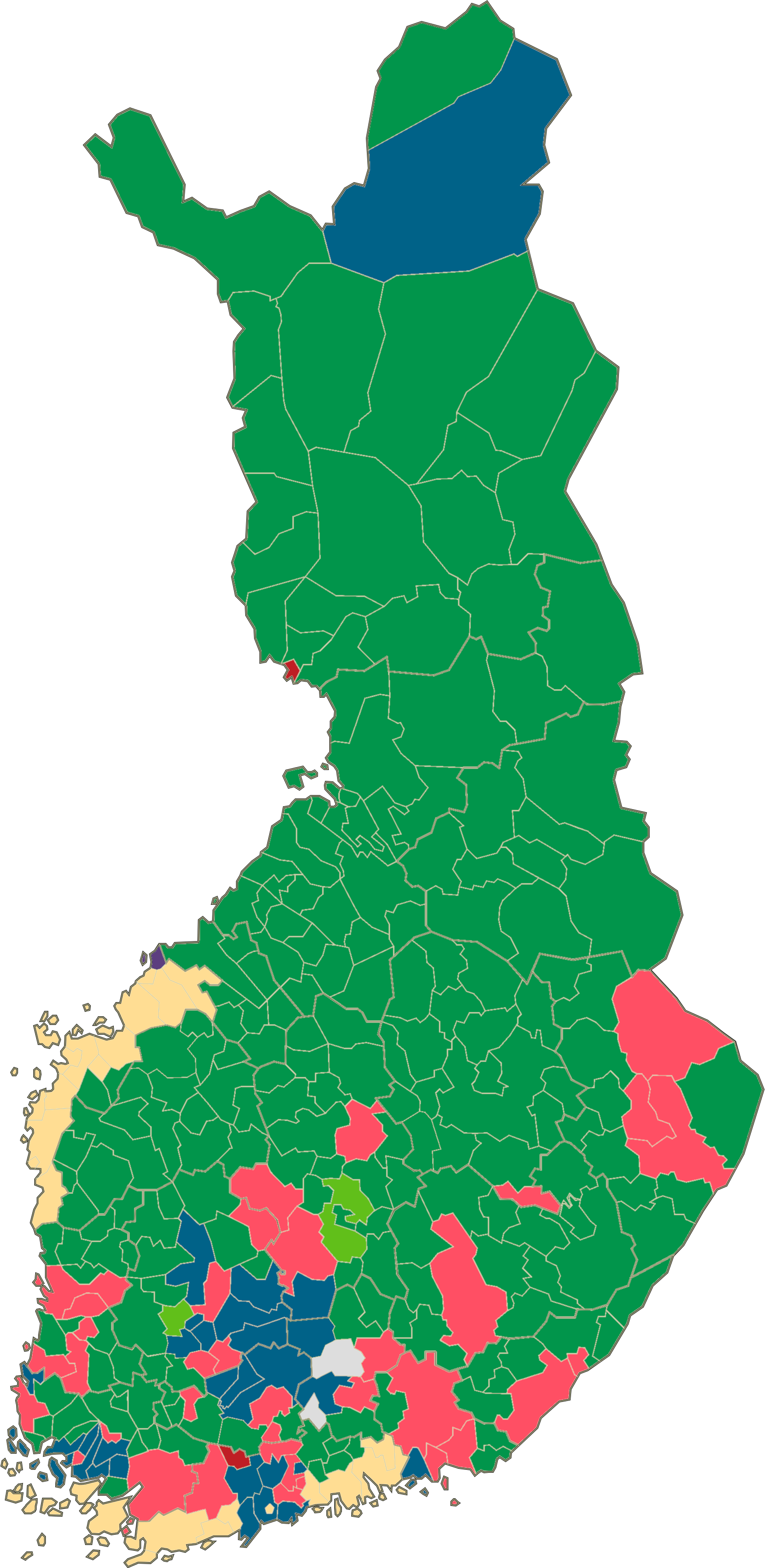
El partido ganador en cada municipio tras la elección.

El principal ganador de la elección fue la Liga Verde, mientras que los mayores perdedores fueron los del Partido de los FInlandeses. El Partido Popular Sueco tuvo sus mejores resultados en 20 años. Todos los partidos pertenecientes al gobierno de Sipilä perdieron votos, mientras que todos los partidos de la oposición mejoraron sus resultados, en comparación, a la elección anterior, con la excepción del Partido Socialdemócrata.
Dentro del Partido de los Finlandeses se dio una disputa entre las distintas corrientes internas. En la elección en Helsinki compitieron dos candidatos que previamente ya habían anunciado su candidatura a la presidencia del partido. El ala crítica de la inmigración se vio fortalecida por el mayor apoyo a Jussi Halla-aho sobre Sampo Terho por 5.668 votos frente a 3.381, respectivamente. En Pori, Laura Huhtasaari, una conocida partidaria de Halla-aho venció a Ari Jalonen por 2.566 a 416 votos. Y en Turku, Ville Tavio con 2.102 votos recibió más apoyos que Maria Lohela que solo logró 876 votos.
El ministro del Centro, Kimmo Tiilikainen, no logró hacerse con un escaño en el consejo municipal de Helsinki, luego de cambiarse desde Ruokolahti, ya que solo logró 799 votos. En cambio, Paavo Väyrynen, fundador del Partido de los Ciudadanos, que no logró presentarse por Keminmaa, fue elegido con 1.026 votos por Helsinki como candidato de los demócrata cristianos. Jörn Donner, de 84 años, se convirtió en el candidato electo de mayor edad al participar por el consejo de Helsinki en la lista del Partido Popular Sueco, habiendo estado en el consejo por primera vez en 1969.
La participación en las elecciones municipales se ha estabilizado en porcentajes menores a las elecciones parlamentarias. Sí hubo diferencias significativas entre diferentes grupos de edad y grupos con diferente educación. En particular, jóvenes entre 25 y 34 años que no tenían educación posterior a la primaria, votó solo uno de cada cinco personas.
| Partido                              | Partido                              | Partido                              | Votos     | Votos | Votos | Escaños | Escaños |
| Partido                              | Partido                              | Partido                              | Votos     | %     | ±pp   | N.º     | +/−     |
| ------------------------------------ | ------------------------------------ | ------------------------------------ | --------- | ----- | ----- | ------- | ------- |
|                                      | Coalición Nacional                   | Kok.                                 | 531.599   | 20,7  | 1,2   | 1.490   | 245     |
|                                      | Socialdemócrata                      | SDP                                  | 498.252   | 19,4  | 0,2   | 1.697   | 32      |
|                                      | del Centro                           | Kesk.                                | 450.529   | 17,5  | 1,1   | 2.824   | 253     |
|                                      | Liga Verde                           | Vihr.                                | 320.235   | 12,5  | 3,9   | 534     | 211     |
|                                      | de los Finlandeses                   | PS                                   | 227.297   | 8,8   | 3,5   | 770     | 425     |
|                                      | Alianza de la Izquierda              | Vas.                                 | 226.626   | 8,8   | 0,8   | 658     | 18      |
|                                      | Popular Sueco                        | SFP                                  | 125.518   | 4,9   | 0,2   | 471     | 9       |
|                                      | Demócrata Cristianos                 | KD                                   | 105.551   | 4,1   | 0,4   | 316     | 16      |
|                                      | Pirata                               | PP                                   | 9.119     | 0,4   | 0,1   | 2       | 2       |
|                                      | Comunista                            | SKP                                  | 7.600     | 0,3   | 0,2   | 2       | 7       |
|                                      | Feminista                            | FP                                   | 6.856     | 0,3   | Nuevo | 1       | Nuevo   |
|                                      | Liberal                              | Lib.                                 | 4.117     | 0,2   | Nuevo | 5       | Nuevo   |
|                                      | de la Independencia                  | IPU                                  | 1.846     | 0,1   | 0,0   | 2       | 2       |
|                                      | Justicia Animal                      | EOP                                  | 1.795     | 0,1   | Nuevo | 0       | Nuevo   |
|                                      | Comunista de los Trabajadores        | KTP                                  | 702       | 0,0   | 0,0   | 0       | 0       |
|                                      | Resto de candidaturas                | Resto de candidaturas                | 53.126    | 2,1   | 0,4   | 227     | 42      |
|                                      |                                      |                                      |           |       |       |         |         |
| Votos válidos                        | Votos válidos                        | Votos válidos                        | 2.570.768 | 99,4  | 0,1   |         |         |
| Votos nulos                          | Votos nulos                          | Votos nulos                          | 14.442    | 0,6   | 0,1   |         |         |
| Total                                | Total                                | Total                                | 2.585.210 | 100,0 |       | 8.999   | 675     |
|                                      |                                      |                                      |           |       |       |         |         |
| Votantes registrados / Participación | Votantes registrados / Participación | Votantes registrados / Participación | 4.391.558 | 58,9  | 0,6   |         |         |
|                                      |                                      |                                      |           |       |       |         |         |
| Fuente: Yle                          |                                      |                                      |           |       |       |         |         |